# Parlatoria ghanii
Parlatoria ghanii är en insektsart som beskrevs av Hall och Williams 1962. Parlatoria ghanii ingår i släktet Parlatoria och familjen pansarsköldlöss.
Artens utbredningsområde är Pakistan. Inga underarter finns listade i Catalogue of Life.